# Búnker 2 de Camposoto
El búnker n.º 2 de Camposoto es uno de los búnkeres de hormigón situados en la playa de Camposoto, en San Fernando, Cádiz (España), cerca de la Punta del Boquerón. De los tres que se encontraban en este punto se conservan solo dos búnkeres, estando este situado más al sur que el búnker n.º 1.

## Historia

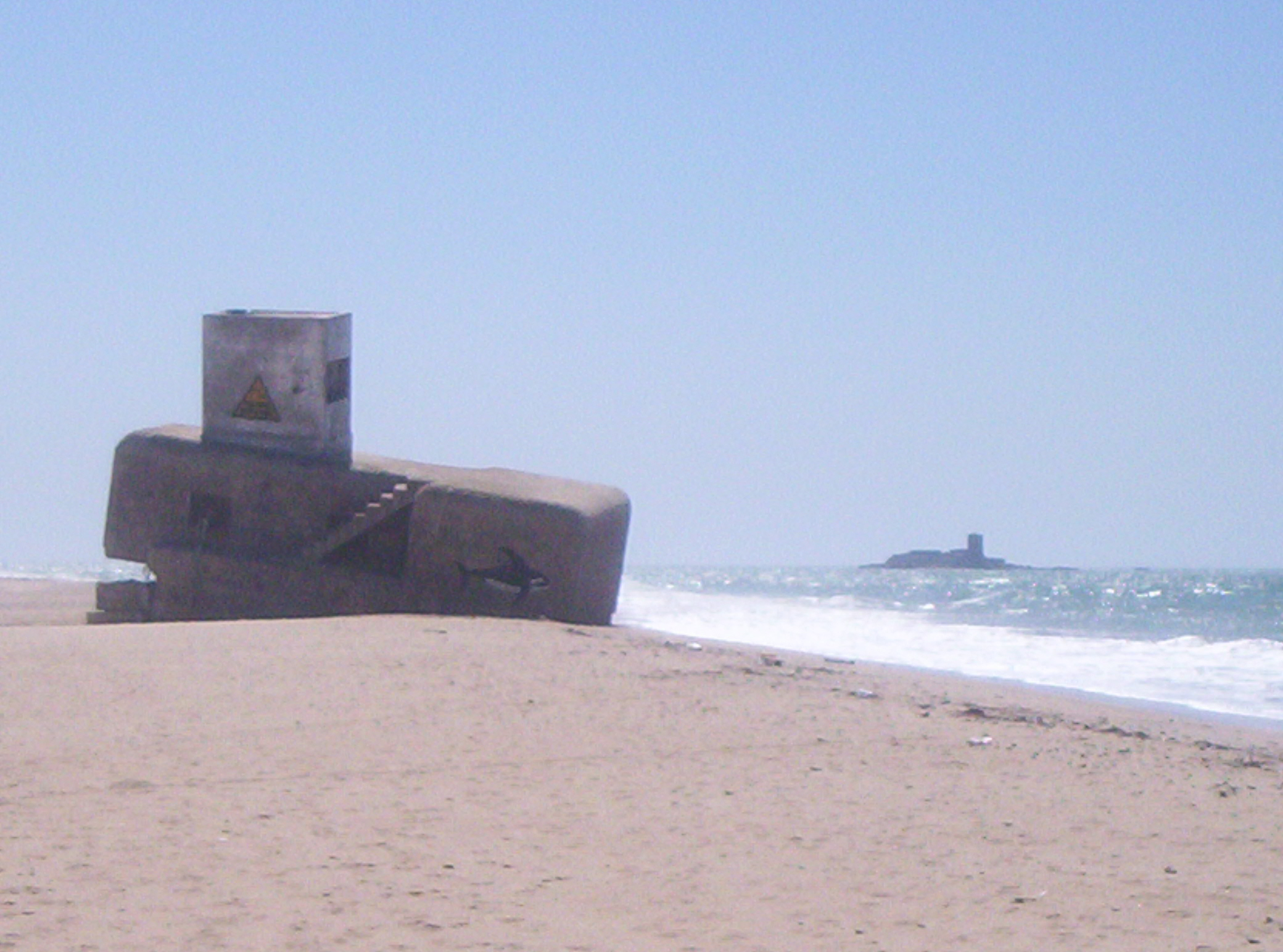
En primer plano, el búnker n.º 2 de la playa de Camposoto. En segundo plano, el islote de Sancti Petri.

Tras la guerra civil española y en plena Segunda Guerra Mundial, el gobierno franquista decidió la creación de la Comisión de Fortificación de la Costa Sur (CFCS), al objeto de fortificar el litoral sur por el temor a un posible ataque de las fuerzas aliadas. Este programa pudo ser refrendado en la firma del Protocolo derivado de la Entrevista de Hendaya entre Franco y Hitler en el otoño de 1940.
A través de la CFCS se planificará la construcción de más de 90 búnkeres a lo largo del litoral occidental de la provincia de Cádiz.
Hasta finales de 1944 solo se ejecutaron 55, de los cuales se ha constatado la pervivencia de, al menos, 18 unidades, casi todos nidos para dos ametralladoras, como los dos búnkeres de Camposoto.
Este sistema del litoral occidental se distribuía desde la punta de Malandar frente a Sanlúcar de Barrameda hasta Chiclana de la Frontera, y se continuaba con el sistema del Campo de Gibraltar, desde Conil de la Frontera a Guadiaro.
El programa de construcción, considerado más que un eficiente sistema defensivo una operación cosmética y propagandística, se abandonó casi por completo con la derrota de los ejércitos nazis y fascistas en 1945.
Hay que resaltar que estas construcciones fueron levantadas con mano de obra que podría denominarse esclava y que provenía de los Batallones Disciplinarios de Trabajadores, constituidos por miles de prisioneros provenientes del ejército republicano vencido, los cuales trabajaban en terribles condiciones de vida, alimentación, campamentos, falta de atención sanitaria, etc. y bajo un régimen de maltrato continuo.

## Conservación
El búnker se encuentra en un progresivo estado de deterioro con riesgo de derrumbe. Sobre el búnker se edificó hace décadas una garita, posiblemente para la vigilancia del litoral.